# Henri Paillard
Pour les articles homonymes, voir Paillard.

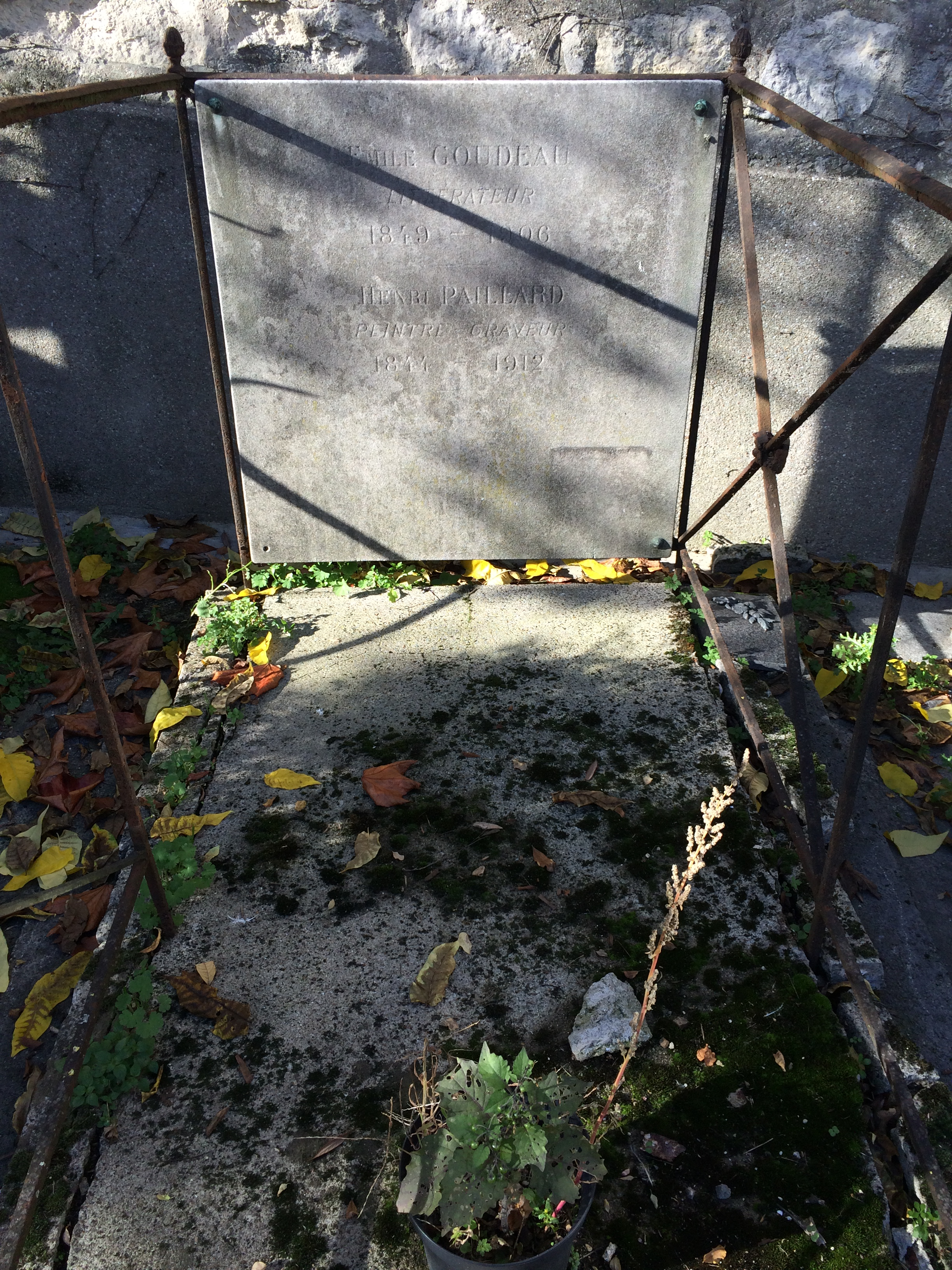
Tombe de Henri Paillard et Émile Goudeau, cimetière Saint-Vincent, 6^{e} division (Paris, 18^{e}).

Pierre Henri Paillard, né le 6 mai 1846 à Paris où il est mort le 26 novembre 1912, est un peintre, graveur et illustrateur français.

## Biographie
Henri Paillard apprend la gravure sur bois chez un ancien élève de Henri-Désiré Porret, puis chez Joseph Burn Smeeton. Par la suite il exécute des eaux-fortes. 
Il collabore dans des revues comme le Magasin pittoresque, Le Monde illustré, la Gazette des Beaux-Arts, L'Illustration, L'Image, et pour la Société des amis des livres. Il travaille aussi pour le bibliophile et éditeur Henri Beraldi, qu'il accompagne à plusieurs reprises dans les Pyrénées. Il grave les illustrations de Charles Jouas pour les Cent ans aux Pyrénées d'Henri Beraldi, mais les sept volumes paraissent finalement sans illustrations.
Il expose au Salon de Paris à partir de 1870.
Ami d'Auguste Lepère, avec lequel ils créent un atelier à Montmartre, il s'oriente, comme lui, de plus en plus vers la gravure originale. En 1911, il est membre fondateur et premier vice-président de la Société de la gravure sur bois originale.
En tant que peintre, il réalise des pastels, des aquarelles et des peintures à l'huile. Son œuvre se nourrit des paysages parisiens et de ses voyages en France, en Provence, en Bretagne, ou à l'étranger, en Belgique, Pays-Bas, Algérie dont il peint des paysages urbains ou des marines.
En novembre 1912, à sa mort, il est inhumé dans la tombe d'Émile Goudeau, par les soins de Henri Beraldi.

## Ouvrages illustrés

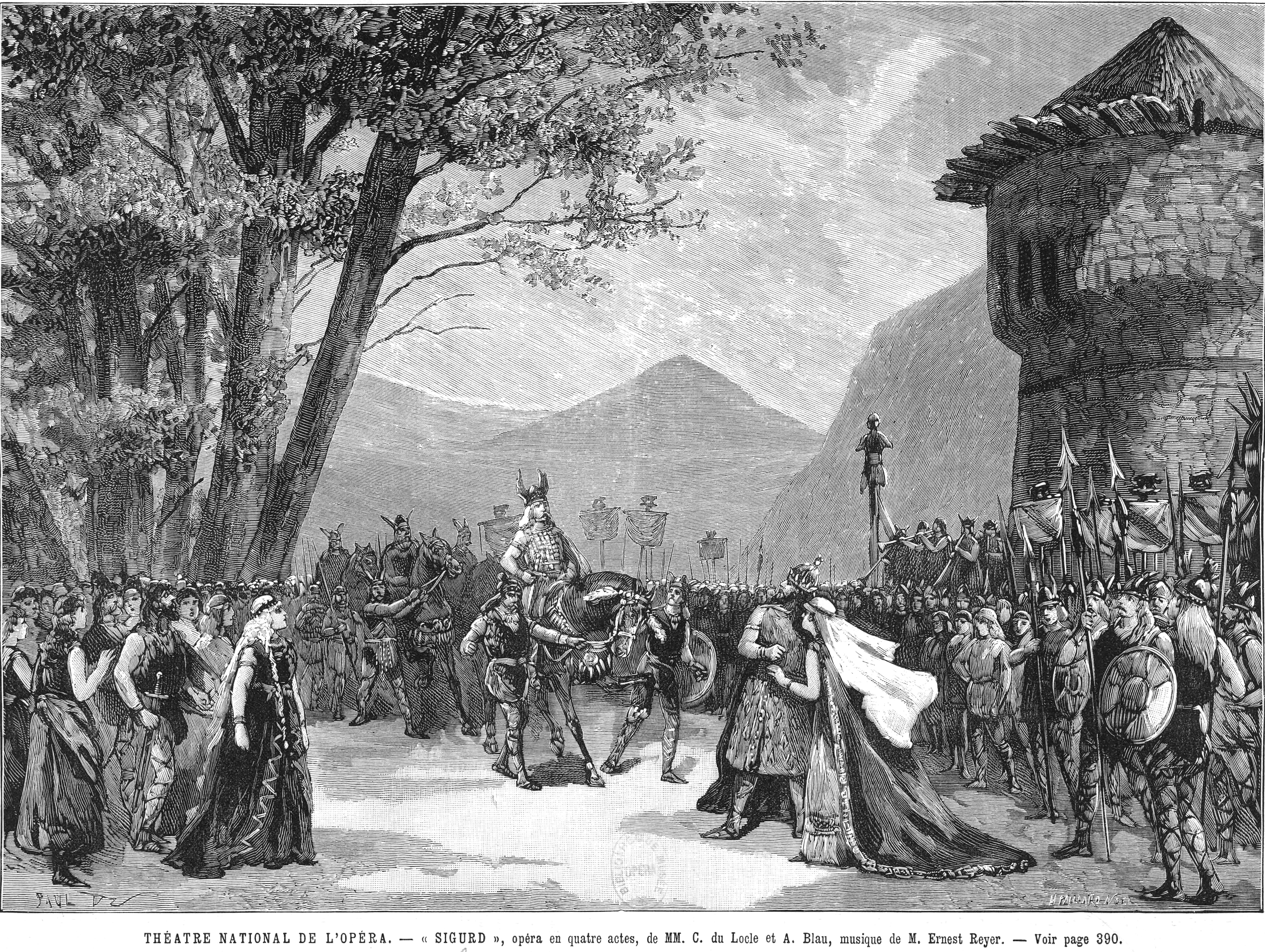
Scène de Sigurd d'Ernest Reyer (Palais Garnier, 1886), d'après un dessin de Paul Destez pour L'Illustration.

- Émile Goudeau, Poèmes parisiens (1897), illustrations de Charles Jouas gravées sur bois par Henri Paillard
- Émile Goudeau, Paris-Staff (1902), souvenir de l'Exposition universelle de 1900
- Henri Beraldi, Propos de bibliophile (1898)
- Georges Rodenbach, Bruges-la-Morte (1900)
- Henri de Régnier, Venise